# Evangelische Kirche Donop

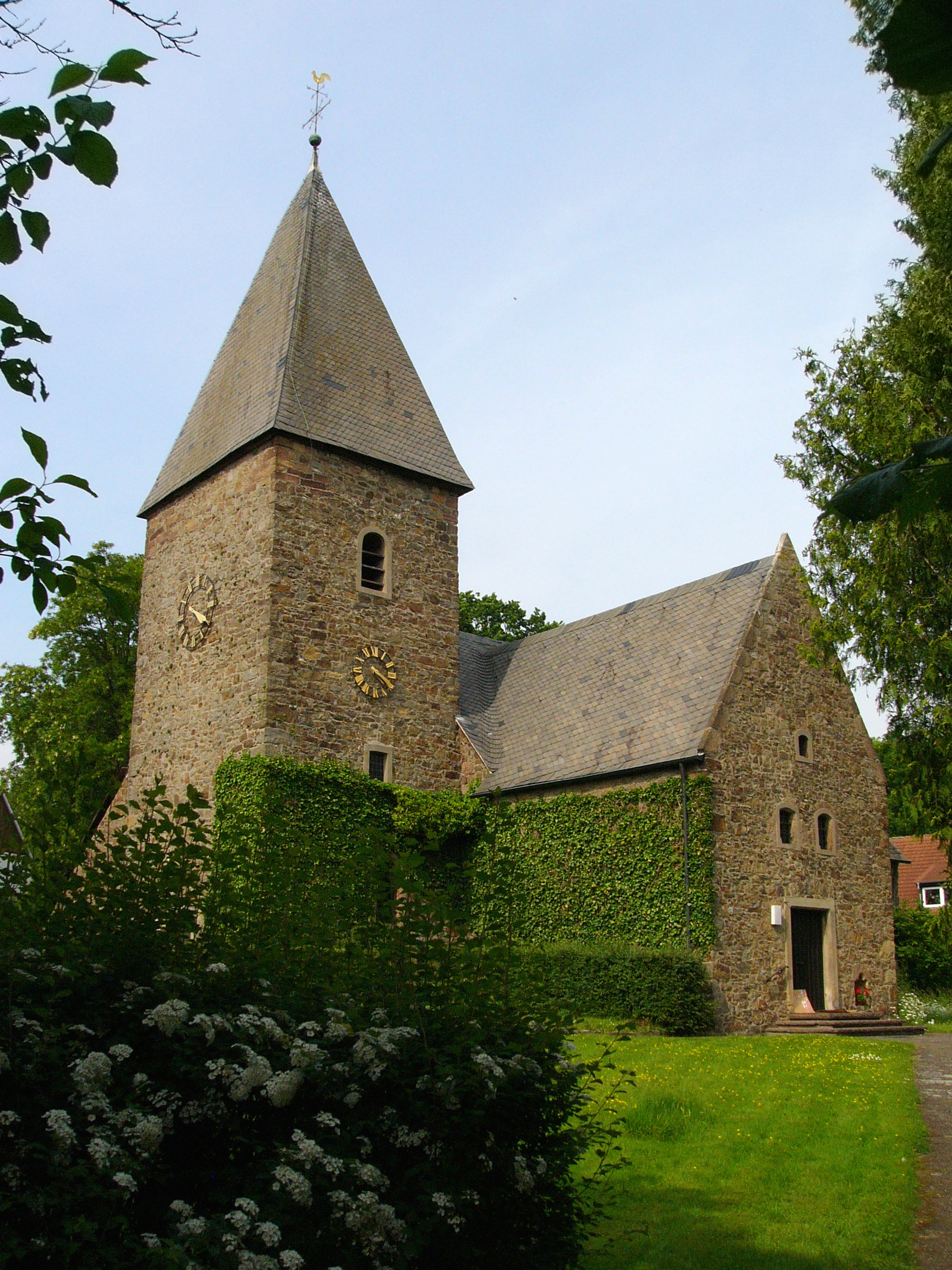
Kirche in Donop

Die evangelische Kirche ist ein denkmalgeschütztes Kirchengebäude in Donop, einem Stadtteil von Blomberg im Kreis Lippe (Nordrhein-Westfalen).

## Geschichte und Architektur
Die Kirche unterstand ursprünglich dem Patrozinium des hl. Paulus. Der kleine Saalbau mit eingezogenem Chorquadrat wurde im 12. Jahrhundert aus Bruchstein gemauert. Der quadratische Westturm ist etwas jünger. Die Rundbogenfenster wurden Anfang des 19. Jahrhunderts vergrößert. Der querarmartige Südanbau stammt vermutlich vom Ende des 16. Jahrhunderts. An der Nordseite der Kirche unter einem Schleppdach befindet sich das Grabgewölbe der Familie von Donop zu Altendonop. Es wurde 1703 gebaut und 1810 erweitert. Neben dem Eingang wurde ein großer Wappengrabstein der Familie von Donop von 1681 angebracht. Im Innenraum ruhen Kreuzgratgewölbe über Schildbögen auf abgestuften Eckvorlagen. In die Turmhalle wurde ein Längstonnengewölbe eingezogen. Die Wand- und Gewölbemalereien stammen überwiegend vom Anfang des 16. Jahrhunderts. Sie wurden von 1964 bis 1966 aufgedeckt und ergänzt. Es wurden u. a. gemalte Wandbehänge, Kapitelle und Gewölberippen gefunden.

## Ausstattung
- Die Kanzel vom Anfang des 17. Jahrhunderts wurde 1728 renoviert und 1939 umgebaut.
- Der romanische Taufstein wurde 1992 zur Kelchform ergänzt.
- Die Orgel wurde 1970 unter Verwendung des Orgelprospektes von 1691 gebaut, das neue Brustwerk wurde mit Teilen der Emporenbrüstung von 1689 verkleidet.
- Die Herrschaftsempore mit gedrechselten Säulen und beschnitzten Brüstungsfeldern wurde um 1670 vermutlich von Cordt Scheffer gebaut. Die Empore wurde 1965 in den Südanbau umgesetzt.
- Eine Glocke vom 14. Jahrhundert und eine von 1650.